# Ctenus vagus
Ctenus vagus là một loài nhện trong họ Ctenidae.
Loài này thuộc chi Ctenus. Ctenus vagus được John Blackwall miêu tả năm 1866.